# El armario (obra de teatro)
El armario es una obra de teatro en dos actos de Alfonso Paso, estrenada en el Teatro Arniches, de Madrid, en abril de 1969. 

## Argumento
La obra recrea la difícil relación de pareja de un matrimonio, en el que la esposa se mantiene alejada de toda pasión sexual, en recuerdo del novio al que amó y con el que no pudo casarse.

## Representaciones destacadas
- Teatro (Estreno, 1969). Intérpretes: Pastor Serrador, Conchita Núñez, Beatriz Savón, Doris Coll, Pepe Ruiz, Manuel Toscano, María José Fleta.